# Варниг, Маттиас
Маттиас Варниг (нем. Matthias Warnig; род. 26 июля 1955, Альтдёберн, ГДР) — управляющий директор компании Nord Stream AG. Входит в советы директоров ряда российских государственных и частных компаний. Бывший сотрудник Министерства государственной безопасности ГДР («Штази»).

## Биография

### Карьера в ГДР
Перед окончанием школы Варниг вступил в ряды правящей партии ГДР, вместо службы в армии он прошел полугодовую подготовку в элитном караульном полку «Штази» имени Феликса Дзержинского. С 1974 года — сотрудник «Штази», прошёл обучение агента в подразделении зарубежной разведки в элитном караульном полку Штази имени Феликса Дзержинского. Имел кличку «Экономист», стал кадровым сотрудником министерского управления по науке и технике.
В сентябре 1977 года поступил в Берлинскую высшую школу экономики им. Бруно Лейшнера (Берлин) в Восточном Берлине (Hochschule für Ökonomie «Bruno Leuschner»), которую окончил в 1981 году по специальности «экономика народного хозяйства», однокурсники не знали о его параллельной работе на спецслужбы, где Маттиас сумел дослужиться до званий лейтенанта и капитана и получить две медали за службу в армии ГДР (бронзовую и серебряную).
В начале 1987 году с семьей переехал в Дюссельдорф и поселился в квартире в районе Бильк, где под прикрытием работы в торговом представительстве ГДР занимался экономическим шпионажем, имел псевдоним «Артур». В архиве «Штази» сохранилось 60 донесений агента из Дюссельдорфа.
В августе 1989 года Варниг был отозван на родину, где получил золотую медаль и несколько месяцев продолжал работать в главном офисе «Штази» (последняя месячная зарплата в 25680 марок ГДР в четыре раза превышала среднюю по стране). После начала работы правительство премьер-министра Ганса Модрова стал референтом министра экономики Кристы Люфт.

### Карьера в ФРГ
20 мая 1990 года Маттиас стал работать в «Dresdner Bank», сферой его ответственности была Восточная Германия и работа с агентством «Тройханд», занимающимся администрацией и приватизацией бывшей собственности ГДР.
31 марта 2005 года избран председателем совета директоров ЗАО «Дрезднер Банк» (сменив на этом посту Эриха Брогля (нем. Dr. Erich Brogl) и председателем управляющего комитета «Dresdner Kleinwort Wasserstein» по России и СНГ (посты президента и председателя правления ЗАО «Дрезднер Банк» занял вместо него Эрих Кобе).
Владеет компанией MW Invest GmbH, которая управляет финансами его семьи и занимается недвижимостью в немецкой провинции Брайзгау, каждый из его детей имеет в ней долю. По некоторым сведениям, фирма располагает капиталом в $10 млн.

## Работа в российских компаниях

### Банковская сфера
С 2003 года по 2015 год — член наблюдательного совета банка «Россия». В марте 2007 выдвинут в наблюдательный совет Внешторгбанка (ВТБ).

### Энергосектор
В апреле 2005 года был рекомендован в совет директоров Газпрома. Однако на годовом собрании акционеров Газпрома 24 июня 2005 года недобрал голосов для избрания (на 11 мест было 19 кандидатов).
В марте 2006 года утверждён на посту управляющего директора совместной фирмы Газпрома и Герхарда Шрёдера North European Gas Pipeline Company (NEGPC), она же Nord Stream AG («Северный поток»).
30 июня 2011 года избран в состав совета директоров компании Транснефть вместо председателя совета директоров Транснефти Сергея Шматко. 29 июля 2011 года избран председателем совета директоров Транснефти.
13 сентября 2011 года избран в состав совета директоров компании Роснефть вместо Юрия Петрова.
С декабря 2013 года по осень 2015 года являлся акционером сетевого подрядчика ЭФЭСК (первоначальная доля — 26 %, весной 2015 года увеличилась до 46 %).

### Металлургия
В июне 2012 года стал независимым неисполнительным членом совета директоров «Русала». Варнигу пришлось уйти в отставку в 2018 году, когда администрация Трампа ввела санкции против «Русала».
1 октября 2012 года избран председателем совета директоров «Русал», с сохранением должности независимого неисполнительного директора компании, вместо Барри Чьюнга, ранее сменившего на посту Виктора Феликсовича Вексельберга..
26 декабря 2018 года покинул пост из-за введённых со стороны США акций против компании. Уход Варнига и избрание независимого директора в качестве главы компании было одним из условий соглашения с управлением Минфина США по контролю за иностранными активами (OFAC) о снятии санкций с «Русала».

## Отношения с Владимиром Путиным
Является близким другом президента РФ Владимира Путина, с которым познакомился в 1991 году при открытии в Санкт-Петербурге представительства «Dresdner Bank». Согласно материалу Wall Street Journal, его первая встреча с Путиным состоялась в октябре 1989 года в Дрездене (один из бывших сотрудников Штази утверждал о прошедшей вербовке Маттиаса советским агентом).
В 1993 году попавшей в аварию жене Путина Людмиле была сделана операция в Германии, оплаченная Dresdner Bank. Также банк оплачивал учёбу дочерей Путина в гамбургской школе, а их отцу — поездки в этот город для переговоров с местными предпринимателями. По данным издания Die Welt, Путин и Варниг видятся в Москве примерно один раз в три недели.
В мае 2018 года был гостем на четвёртой инаугурации Владимира Путина.

## Санкции
23 февраля 2022 года из-за признания Россией самопровозглашённых ДНР и ЛНР президент США Джо Байден распорядился ввести санкции против оператора газопровода «Северный поток-2» компании Nord Stream 2 AG и её исполнительного директора Маттиаса Варнига.
24 февраля 2023 года, на фоне вторжения России на Украину, внесён в санкционный список Великобритании как близкий друг Путина. 1 апреля 2023 года включён в санкционный список Украины за коммерческую деятельность в «секторах экономики, обеспечивающих существенный источник дохода для правительства России, инициировавшего военные действия и геноцид гражданского населения в Украине». 3 июня 2025 года внесён в санкционный список Канады лиц, которые по данным «Фонда борьбы с коррупцией», поддерживали нападение на Украину, либо извлекали выгоду от войны.

## Личная жизнь
Женился первым браком в день своего 24-летия в 1979 году, имеет сына Штефана и дочь Клаудию. Второй женой является уроженка России Елена, имеют общего сына.

## Награды
- Орден Почёта (30 сентября 2012 года, Россия) — за большой вклад в развитие и укрепление сотрудничества с Российской Федерацией[24].
- Медаль За верную службу в Национальной народной армии в золоте[англ.] (7 октября 1989 года, ГДР)[25][26].